# Hydrophis stricticollis
Espèce
Synonymes
- Chitulia stricticollis (Günther, 1864)

Statut de conservation UICN

 DD  : Données insuffisantes
Hydrophis stricticollis est une espèce de serpents de la famille des Elapidae.

## Répartition
Cette espèce marine se rencontre dans l'océan Indien dans les eaux de l'Inde, du Sri Lanka, du Bangladesh et de la Birmanie. 

## Publication originale
- Günther, 1864 : The reptiles of British India, London, Taylor & Francis, p. 1-452 (texte intégral).